# معركة أقا
معركة أقا وهي معركة عسكرية جرت أحداثها يومي 25 و 26 يناير سنة 1980 م، بين قوات جبهة البوليساريو والجيش المغربي في قرية أقا ومحيطها بالمغرب.

## معركة
شنت جبهة البوليساريو يوم 25 يناير 1980 م سلسلة من الهجمات على قرية أقا والدواوير المحيطة بها، وهي أم لعليق ودوار لكبابة وأكادير أزرو. استمر القتال في دوار أم لعليق عدة ساعات، استطاع خلالها سكان الدوار المقاومة والدفاع عن أنفسهم بفضل بنادق MAS 36 فرنسية الصنع التي وزعتها الدولة المغربية بعد المسيرة الخضراء حتى وصول قوات الجيش المغربي من مدينة طاطا. سقط 11 قتيلاً و 9 جرحى من ساكنة هذا الدوار.
كما هاجم البوليساريون دوار لكبابة وقتلوا مدنيين مسلحين. استخدم الانفصاليون خلال الهجوم 55 قذيفة هاون وصواريخ كاتيوشا. كان دوار أغادير أزرو محاصراً أيضًا من قبل البوليساريو، لكن تدخل 4 طائرات مقاتلة قادمة من طاطا سمح بصد هذا الهجوم.
أعلنت جبهة البوليساريو أنها احتلت قرية أقا في 26 يناير بعد عدة ساعات من القتال، بينما أعلن المغرب عن صده للحصار وتوجيه ضربات قوية إلى القوات المهاجمة. تراجعت وحدات البوليساريو بعد ذلك جنوبا.

## الخسائر
بحسب البوليساريو، تكبد الجيش المغربي خسائر فادحة. بينما أفادت وكالة المغرب العربي للأنباء أن أكثر من مائة مهاجم من البوليزاريو قُتلوا، بينما قُتل على الجانب المغربي 9 جنود و 14 مدنياً، وأصيب 23 جنديًا و 14 مدنياً بجروح.

## أنظر أيضا
- حرب الصحراء الغربية
- أقا